# Xian de Qiemo
Cette page contient des caractères spéciaux ou non latins. S’ils s’affichent mal (▯, ?, etc.), consultez la page d’aide Unicode.
Tchertchen, en mandarin Qiemo (且末 ; pinyin : Qiěmò ; ouïghour : چەرچەن / Çerçen), est une ville de la région autonome du Xinjiang en Chine, chef-lieu du xian de Qiemo. C'est une ville-oasis, surplombant le bord de la rivière Tchertchen-Daria de près de 1 200 m.
Elle est située entre Minfeng et Miran sur la branche de la Route de la soie qui contournait le désert du Taklamakan par le sud.

## Démographie
La population du district était de 52 651 habitants en 1999.

## Personnalités liées
Mihrigul Tursun, ancienne détenue ouïghour dans les camps d'internement du Xinjiang, est née dans le Xian de Qiemo.